# سمكة المهرج المدغشقرية
سمكة المهرج المدغشقرية (الإسم العلمي:Amphiprion latifasciatus)، هو نوع من الأسماك يتبع جنس سمكة المهرج من فصيلة البوماسنتريدي.

## معرض صور

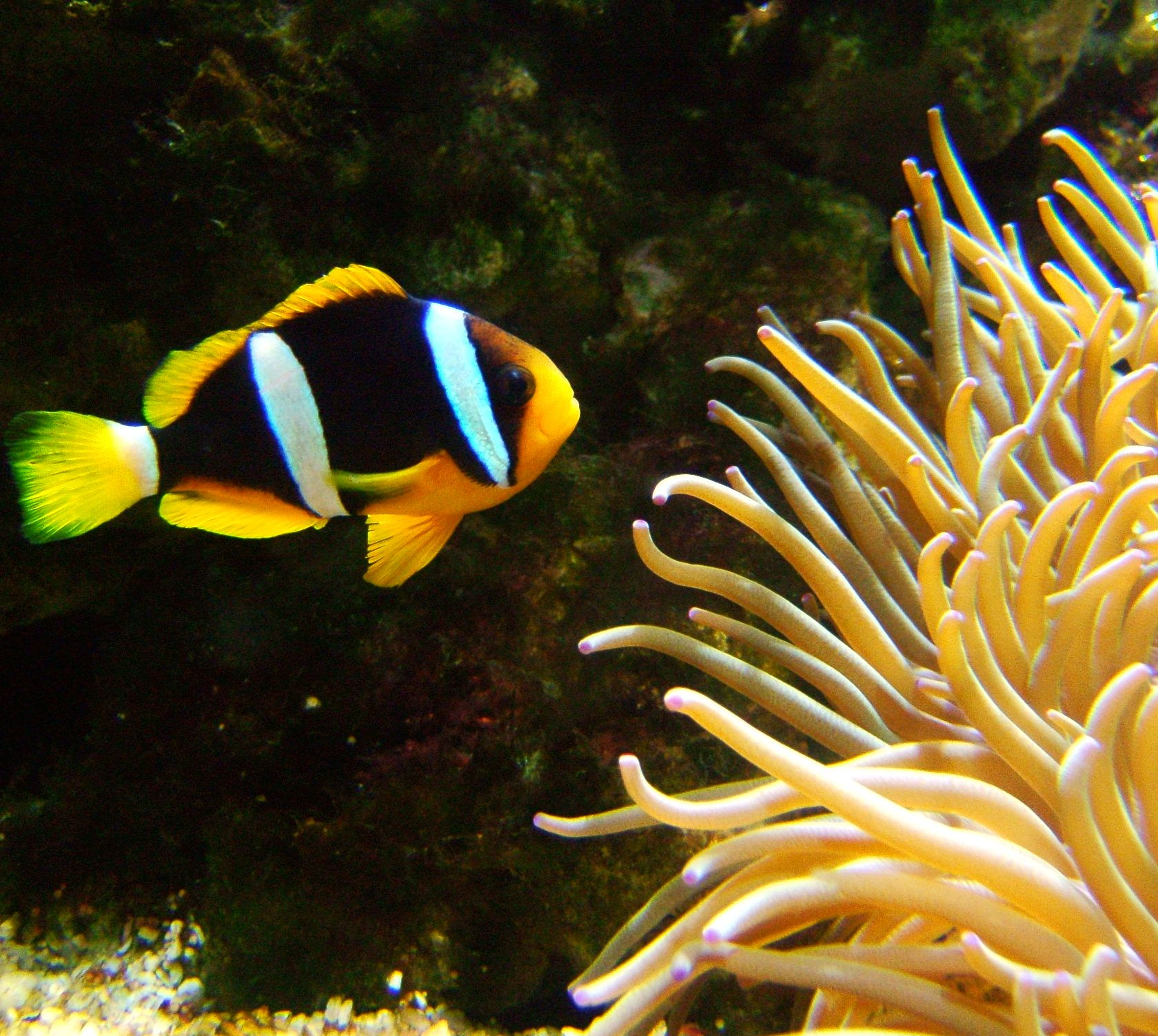
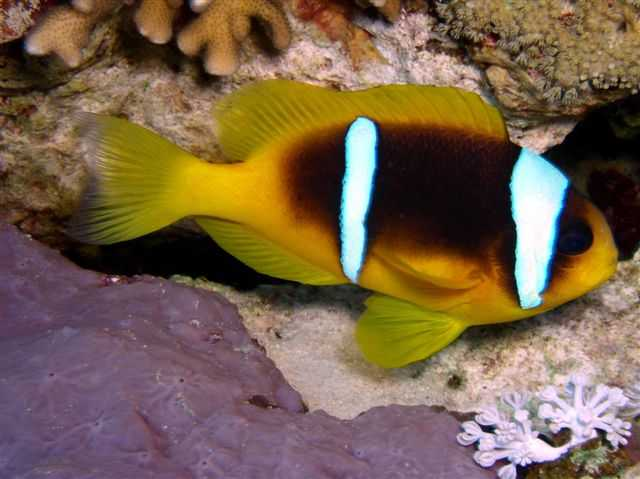
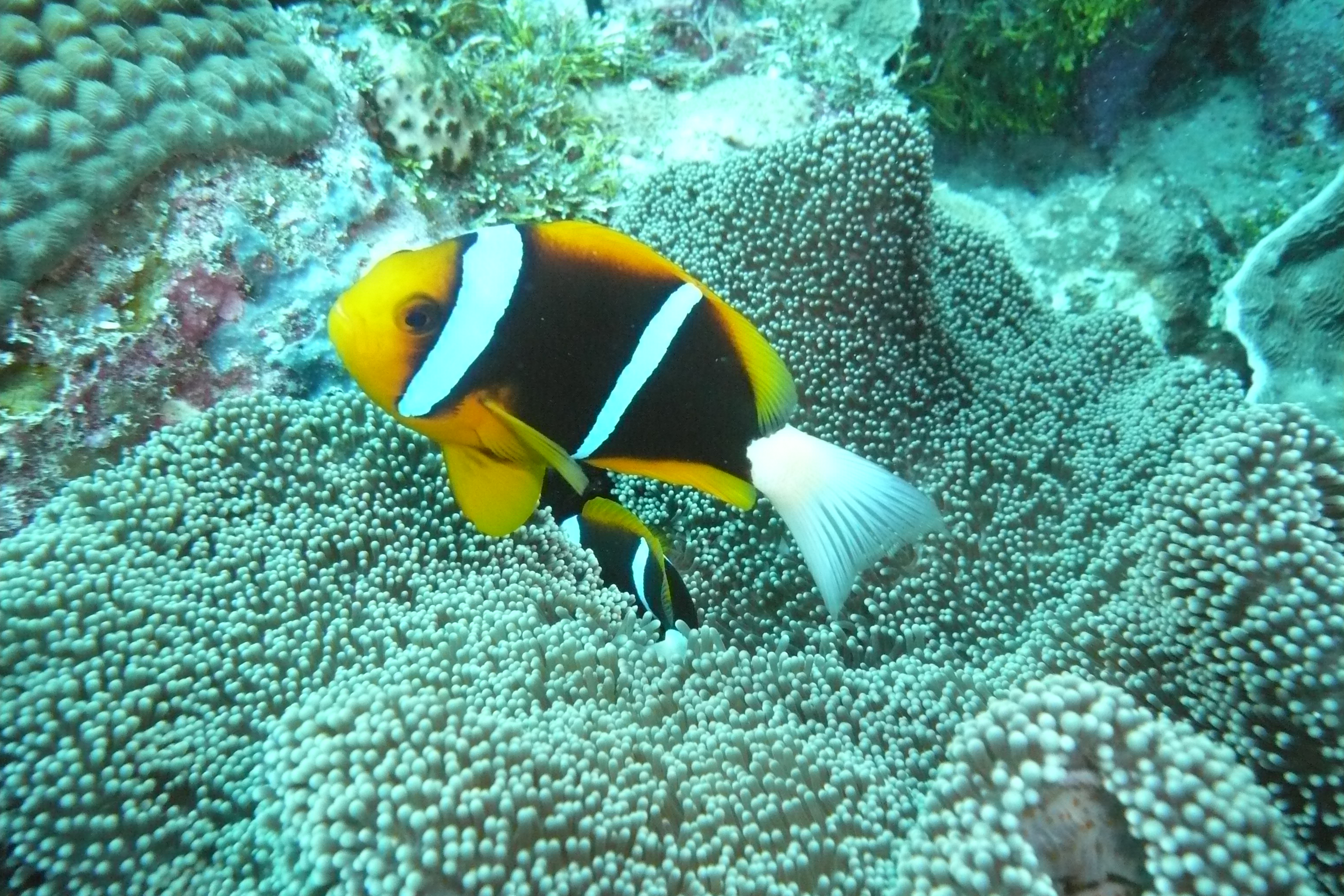
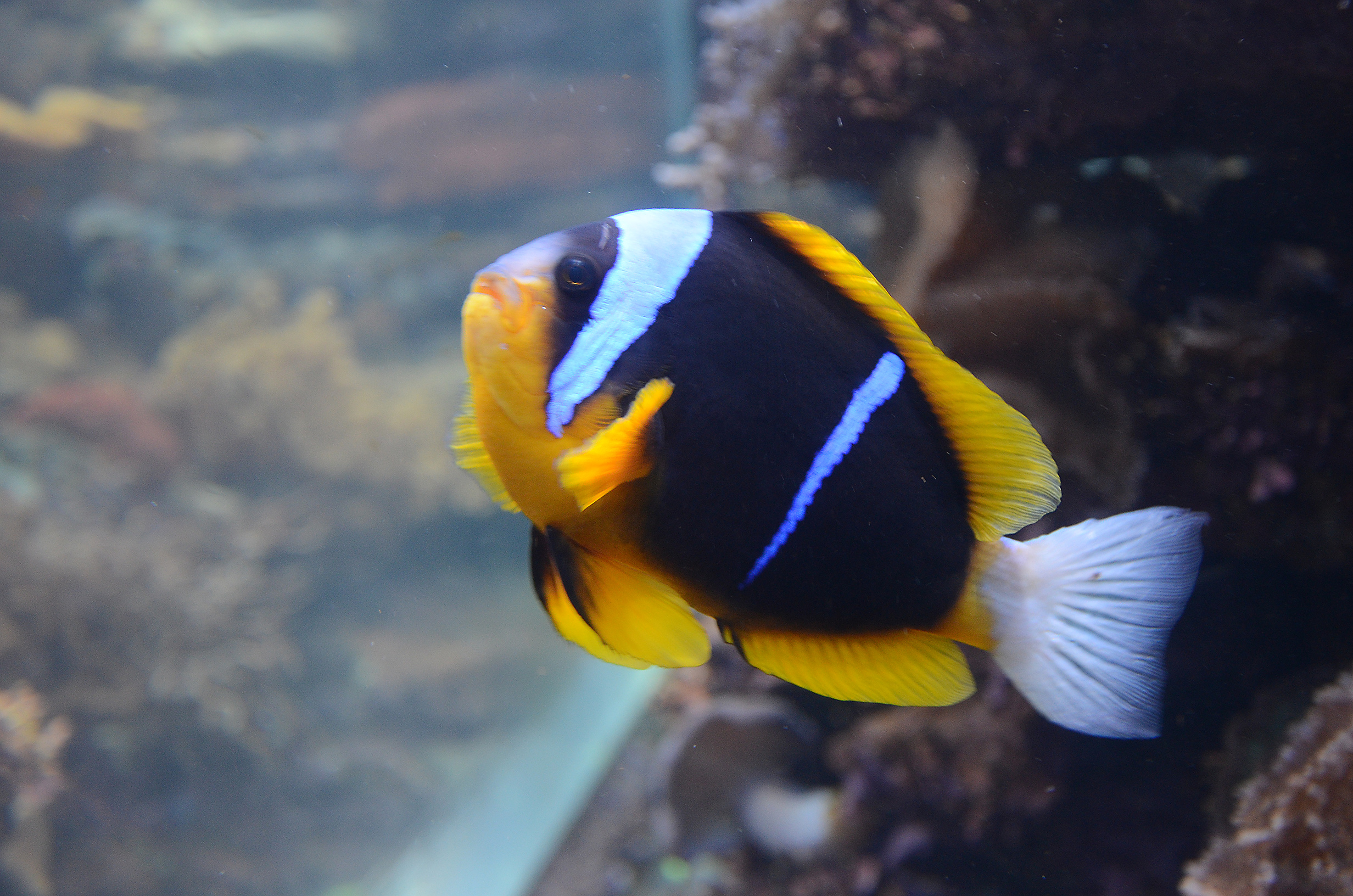